# 北京御仙都皇家菜博物馆
北京御仙都皇家菜博物馆，位于北京市海淀区西四环北路117号金四季购物中心北侧（近杏石口路），是依托北京凯瑞豪门餐饮集团成立的中国皇家菜专题博物馆。

## 历史
北京御仙都皇家菜博物馆位于北京市海淀区四季青桥西南角的杏石口路南侧。2012年，凯瑞豪门食府（隶属北京凯瑞豪门餐饮集团）的“御膳制作技艺”被列入北京市海淀区非物质文化遗产名录，随后申报北京市级非物质文化遗产项目。凯瑞豪门食府主要以接待公务订单为主。2013年，受中央出台八项规定等因素影响，和其他高端餐饮企业一样，凯瑞豪门食府的营业额也出现严重下降。2013年初，北京凯瑞豪门餐饮集团将凯瑞豪门食府更名为御仙都，并投资1.5亿元成立了中国第一个皇家菜博物馆“北京御仙都皇家菜博物馆”，以求在来北京的游客中扩大客户群。该博物馆还在北京市文物局进行了博物馆备案。
御仙都是博物馆和餐馆二合一，博物馆在餐馆中，餐馆在博物馆中。御仙都将原先占地面积1.5万平方米的凯瑞豪门食府楼面分成三个区：皇家菜历史文化展示区、皇家菜品尝体验区、活态观光区（中央厨房）。博物馆主要展示中国皇家菜、满汉全席的历史文化。